# 오영선
오영선(吳永善, 1886년 ~ 1939년)은 대한민국의 독립운동가이다. 1924년 12월 16일 박은식 내각의 법무총장에 임명되었다.

## 같이 보기
- 대한민국 임시 정부
- 박은식
- 김갑
- 김입
- 이동휘
- 이동녕
- 이시영